# Amazon DocumentDB
Amazon DocumentDB — це керована власницька служба бази даних NoSQL, яка підтримує структури даних документів із деякою сумісністю з MongoDB версією 3.6 (випущена MongoDB у 2017 році) та версією 4.0 (випущена MongoDB у 2018 році). Як база даних документів Amazon DocumentDB може зберігати, запитувати та індексувати дані JSON. Він доступний на Amazon Web Services. Станом на березень 2023 року AWS представив деяку відповідність MongoDB 5.0, але не підтримує колекцій часових рядів.

## Основні особливості
База даних документів безпосередньо зберігає дані JSON. DocumentDB забезпечує пошук окремих документів, сканування індексів, запити регулярних виразів і агрегації. Він може створювати однопольові, складені та багатоключові індекси для покращення продуктивності шаблонів запитів. Читання з індексів на первинному екземплярі узгоджується з читанням після запису, і користувачі можуть видаляти або створювати нові індекси в будь-який час.
DocumentDB був удосконаленням системи реляційної бази даних Amazon Aurora, а саме випуску, сумісного з PostgreSQL. Його архітектура розділяє сховище та обчислення, щоб кожен рівень міг масштабуватися незалежно, хоча система обмежена одним основним, доступним для запису. Amazon DocumentDB через Aurora PostgreSQL використовує Aurora Storage Engine, спочатку створений для реляційної бази даних MySQL. Цей механізм зберігання є розподіленим, стійким до відмов, самовідновлюваним і довговічним, який підтримується шляхом реплікації даних шістьма способами в трьох зонах доступності AWS (AZ). Бази даних Amazon DocumentDB не можуть охоплювати регіони AWS або хмарні постачальники, а також Amazon DocumentDB не може працювати локально. Система може підтримувати до 15 читабельних реплік із низькою затримкою та постійно резервне копіювання всіх змін в Amazon S3.

## Дивись також
- Amazon Aurora
- Amazon Redshift
- Amazon DynamoDB
- Amazon Relational Database Service

## Виноски
1. ↑  Amazon Web Services calls MongoDB's licensing bluff with DocumentDB, a new managed database. 9 січня 2019.
2. 1 2  Managed Cloud Database - Amazon DocumentDB (with MongoDB compatibility) FAQs - AWS. Amazon Web Services, Inc. (амер.). Процитовано 16 листопада 2024.
3. ↑  AWS Services by Region - AWS. Amazon Web Services, Inc. (амер.). Процитовано 16 листопада 2024.
4. ↑  Amazon DocumentDB (with MongoDB compatibility) adds support for MongoDB 5.0 wire protocol and client-side field level encryption. Amazon Web Services, Inc. (амер.). Процитовано 16 листопада 2024.
5. ↑  Is DocumentDB Really PostgreSQL?. EDB (англ.). Процитовано 7 лютого 2021.
6. ↑  Introducing the Aurora Storage Engine. Amazon Web Services (амер.). 12 грудня 2016. Процитовано 12 грудня 2021.
7. ↑  Choosing Regions and Availability Zones. Amazon DocumentDB. Процитовано 1 березня 2023.